# Salvia fruticetorum
Salvia fruticetorum é uma espécie de planta do gênero Salvia e da família Lamiaceae.  Em sua descrição em 1833, Bentham distingue a espécie da semelhante Salvia neovidensis  pela presença de corola externamente vilosa com pigmentação amarelada nos tricomas. 

## Taxonomia
A espécie foi descrita em 1833 por George Bentham. 
O seguinte sinônimo já foi catalogado:  
- Salvia apparicii  Brade & Barb.Per.

## Forma de vida
É uma espécie terrícola, arbustiva e subarbustiva. 

## Descrição
Subarbusto a arbusto, até aproximadamente 2 metros de altura Folha peciolada, pecíolo 1,5–3 centímetros de comprimento, limbo 5–8 × 2–4  centímetros. Bráctea 7 milímetros de comprimento Cálice florífero 9 milímetros de comprimento, frutífero até 13 milímetros de comprimento, lábio superior agudo ou acuminado; corola com tubo de 30–40  milímetros de comprimento, lábio inferior deflexo a plano; conectivo 12–13 milímetros de comprimento, apófise não observada. 
| Caule                               | Caule                                                             |
| ----------------------------------- | ----------------------------------------------------------------- |
| indumento dos ramos                 | hirtelo                                                           |
| Folha                               |                                                                   |
| consistência do limbo               | membranáceo                                                       |
| forma do limbo                      | lanceolada/elíptica                                               |
| base                                | atenuada                                                          |
| ápice                               | acuminado                                                         |
| face adaxial                        | glabra/pubescente                                                 |
| face abaxial                        | pubescente                                                        |
| margem                              | serreada                                                          |
| Inflorescência                      |                                                                   |
| posição                             | terminal                                                          |
| tipo                                | tirso espiciforme pseudoverticilado                               |
| forma da bráctea                    | lanceolada/linear                                                 |
| abscisão da bráctea                 | decídua                                                           |
| Flor                                |                                                                   |
| cor do cálice                       | verde                                                             |
| indumento externo do cálice         | glabro/hirtelo/viloso                                             |
| nervura no lábio superior do cálice | 7                                                                 |
| cor da corola                       | vermelha/fauce amarelada                                          |
| lábio inferior da corola            | mais curto que o lábio superior                                   |
| estame                              | inserido próximo da fauce/inserido no na metade da corola/exserto |
| estilete                            | glabro/esparsamente hirsuto                                       |
| Fruto                               |                                                                   |
| núcula                              | oblonga                                                           |

## Conservação
A espécie faz parte da Lista Vermelha das espécies ameaçadas do estado do Espírito Santo, no sudeste do Brasil. A lista foi publicada em 13 de junho de 2005 por intermédio do decreto estadual nº 1.499-R. 

## Distribuição
A espécie é encontrada nos estados brasileiros de Bahia, Espírito Santo, Goiás e Minas Gerais. 
Em termos ecológicos, é encontrada nos  domínios fitogeográficos de Cerrado e Mata Atlântica, em regiões com vegetação de cerrado, mata ciliar, floresta estacional decidual, floresta estacional semidecidual e floresta ombrófila pluvial.